# São Miguel de Paredes
São Miguel de Paredes ist ein Ort und eine ehemalige Gemeinde (Freguesia) im Norden Portugals.
Paredes gehört zum Kreis Penafiel im Distrikt Porto. Die Gemeinde hatte eine Fläche von 1,34 km² und 1253 Einwohner (Stand 30. Juni 2011).
Am 29. September 2013 wurden die Gemeinden Paredes, Pinheiro und Portela zur neuen Gemeinde Termas de São Vicente zusammengeschlossen.